# Orestias richersoni
Orestias richersoni är en fiskart som beskrevs av Parenti, 1984. Orestias richersoni ingår i släktet Orestias och familjen Cyprinodontidae. Inga underarter finns listade i Catalogue of Life.